# Valeriy Rachkov
Pour les articles homonymes, voir Rachkov.
Valeriy Rachkov est un boxeur soviétique né le 24 avril 1956 à Almaty, Kazakhstan.

## Carrière
Sa carrière est principalement marquée par un titre de champion du monde de boxe amateur remporté à Belgrade en 1978 dans la catégorie des poids welters.